# FKズヴェズダラ
フドバルスキ・クルブ・ズヴェズダラ（セルビア語: Фудбалски клуб Звездара, セルビア・クロアチア語: Fudbalski klub Zvezdara）は、セルビアのベオグラード・ズヴェズダラをホームタウンとするサッカークラブである。

## 歴代所属選手
- マルコ・デヴィッチ 2000-2002